# Soběslav II.
Soběslav II. (asi 1128 – 29. ledna 1180) byl český kníže (1173–78) z dynastie Přemyslovců, druhorozený syn Soběslava I. a jeho manželky Adléty Uherské. Pro svou náklonnost k nižším vrstvám bojovníků a k prostým lidem – možná danou jeho těžkými životními osudy, když strávil celkem 15 let mládí v tvrdém vězení – byl současníky pohrdlivě zván „Kníže sedláků“ (princeps rusticorum).

## Před nástupem na trůn
Soběslav odešel po smrti svého otce z Čech. Během výpravy knížete Vladislava II. na II. křížové výpravě se snažil v roce 1148 získat trůn, byl ale zatčen Děpoltem I. a vězněn na hradě Přimda.
Roku 1150 se Soběslavovi podařilo utéct a nalézt útulek na dvoře Fridricha Barbarossy. Roku 1161 obsadil Olomouc. Vladislav nedokázal Soběslava porazit a pozval ho proto do Prahy. Zde byl znovu vzat do zajetí a opět držen na hradě Přimda, tentokrát až do roku 1173 (Vladislav tak činil především z toho důvodu, že Soběslav byl v té době po něm nejstarším Přemyslovcem), kdy musel být propuštěn na příkaz císaře.
Už roku 1172 si ale Vladislav II. zajistil podporu šlechty a na sklonku téhož roku předal podle principu primogenitury vládu svému synovi Bedřichovi. V českých zemích ovšem platilo ještě v té době nástupnické právo seniorátu, proto nebyl Bedřich dle tohoto práva právoplatným nástupcem svého otce. Císař ovšem na přímluvu Soběslavovců zbavil Bedřicha moci a za českého knížete určil Oldřicha. Oldřich však ihned předal vládu staršímu bratru Soběslavovi, protože uznával, že má na ni větší nárok. Změna na trůně měla jedinou oběť: Soběslavova věznitele na Přimdě Konráda Šturma, který byl z pomsty setnut.

## Kníže
Ačkoliv Soběslav II. je znám jako „kníže sedláků“, jeho sympatie k neurozenému stavu je třeba brát s rezervou. Především nedůvěřoval tehdy vznikající české šlechtě, jež se začínala drát k moci a uzurpovat si „státní“ (knížecí) majetky a hradiště do dědičné držby. Nejspíš nechoval ani příliš důvěry v císaře Barbarossu, protože se nezúčastnil jediného jeho dvorského sjezdu.
Snažil se o rozšíření opor své moci, takže podporoval církev (např. dary Plaskému klášteru či imunitními výsadami pro johanity) a také jako první vladař udělil práva nějaké etnicko-jazykově vymezené menšině v Čechách – jeho privilegium pražských Němců bylo po dlouhou dobu v úctě, opisováno (nejstarší dochovaný opis je z roku 1231) a bráno za vzor měšťanské samosprávy.
Nový kníže byl brzy ze strany Barbarossy zatažen do sporu mezi císařem a papežem. Roku 1176 společně s údělníkem Konrádem II. Otou přepadl Rakousy, kvůli vyvstalému sporu o Vitorazsko, které sice náleželo k českému knížectví, ale rakouskou kolonizací z něj ubývalo. Spojencem proti rakouskému vévodovi Jindřichovi II. mu byli uherský král Béla III. a štýrský markrabě Otakar IV. Drsným útokem a doprovodným rabováním, jež se dotklo i církevních majetků, však na sebe Soběslav přivolal klatbu papeže Alexandra III. A stal se nakonec svou sebevědomou, samostatnou politikou nepohodlný i císaři Barbarossovi, který navíc po své porážce u Legnana musel hledat cesty, jak si papežství udobřit. Ten jej roku 1178 sesadil z trůnu a povýšil na něj opět Bedřicha, jenž za úplatek obdržel Čechy v léno. Také předáci země se odklonili od kritizovaného „selského“ Soběslava a přimkli se k bývalému pánu.
V následujícím desetiletí došlo v zemi k hluboké vnitropolitické krizi. Bedřich s vojskem přeběhlíků a pomocnými německými sbory na konci léta roku 1178 vtáhl do Čech a nakonec se zmocnil Prahy, kde zajal i Soběslavovu mladou ženu Elišku, dceru polského knížete Měška III. Když byl však v prosinci Bedřich císařem povolán na říšský sněm do Wormsu, pokusil se Soběslav dobýt Pražský hrad, dobře ovšem hájený kněžnou Alžbětou. Ta také poslala varování svému muži a Bedřich se urychleně i s německými bojovníky, jež si opět vyžádal na pomoc, vracel do Čech. Mezi Bedřichem a Soběslavem následně došlo v lednu 1179 k dvěma rozhodným bitvám: u Loděnice (severovýchodně od Berouna) a u Prahy, Na Bojišti (poblíž tehdejší vsi Nusle). Z první bitvy, která se odehrála 23. ledna, odešel Bedřich těžce poražen a ustupoval přes Brdy k Prčici, kde se k němu připojil Konrád II. Ota. O pouhé čtyři dny po první bitvě, tedy 27. ledna, se střetl se Soběslavem znovu, tentokrát na východním okraji tehdejší Prahy, na místě dodnes nazývaném Na bojišti, kde už díky pomoci Konráda Oty zvítězil. Údělný kníže z linie znojemských Přemyslovců, však už mezitím příliš posílil svou moc, když se mu jako prvnímu vládci podařilo spojit moravské úděly v jeden celek pod svou rukou. Brzy se měl pražský staronový kníže přesvědčit, jaké problémy tím vyvstanou...
Soběslav II. se po naprosté porážce stáhl na jakýsi dnes neznámý hrad, resp. hradiště jménem Skála (Zcala), odkud však brzy utekl do zahraničí, kde doufal najít pomoc. Nicméně již roku 1180 tam zemřel a zanechal po sobě bezdětnou vdovu Elišku.
Ostatky knížete byly převezeny do Čech a uloženy k věčnému odpočinku na bazilice na Vyšehradě.

### Vztah k Němcům dleDalimilovy kroniky
V nejstarší česky psané veršované kronice, to je v Kronice tak řečeného Dalimila, která vznikla na počátku 14. století, je Soběslav II. vylíčen jako zapřisáhlý odpůrce Němců:
 Po králi syn jeho Soběslav knížetem byl.
Ten, kterého Němce spatřil,
k sobě přivésti kázal
a nos jemu uřezal
řka: »Němče, po světě nesleď,
v své zemi mezi svými seď!
Pro dobré’s od svých nevyšel:
pověz, pročs mezi cizí přišel?«
Jiní, to od knížete vidouce,
kde uzřeli jíti Němce,
jako na vlka volali,
uši a nosy jim řezali.
Kdo mu štít německých nosů podával,
tomu sto hřiven dával.
Po celém Německu hlas šel,
že jich Soběslav nenáviděl.

Toto vypravování je nepravděpodobné již z toho důvodu, že Soběslav II. naopak potvrdil a rozšířil práva Němců v osadě na Poříčí. Jaké podklady měl autor kroniky pro svá tvrzení, není známo. Historik M. Jeřábek se domníval, že mohlo jít o nejasný ohlas poplenění části Rakous v roce 1176. Vojsko Soběslava II. a jeho spojenců tehdy zničilo velké území ohněm i mečem, řada vesnic i kostelů lehla popelem, spálen byl také Světelský klášter s celým okolím a byla odvezena ohromná kořist.
Dalším zdrojem pověsti, že kníže řezal Němcům nosy, snad mohla být událost z roku 1179, kdy Soběslav II. porazil v bitvě u Loděnice svého vzdáleného synovce Bedřicha (Bedřichův otec byl bratrancem Soběslava II.), v jehož vojsku byl i značný počet Němců. Kronikář Jarloch zaznamenal, že mnoho Němců padlo a některým německým zajatcům byly „nosy uřezány, takže se stali posměchem světu". Jarloch výslovně netvrdil, že k tomu dal rozkaz Soběslav II., sotva se to však mohlo stát beze jeho vědomí. František Palacký se nicméně domníval, že zajatým Němcům byly nosy uřezávány „od prostopášného lidu ku potupě“.

## Ohlas v krásné literatuře
- KLICPERA, Václav Kliment. Soběslav, selský kníže (historická hra, 1824, knižně 1826 a další vydání)
- ROLEČKOVÁ, Eva. Já, kníže Soběslav (historický román, 2011, ISBN 978-80-243-4246-7)

## Vývod z předků
|              |                           |  |                 |                      |  |  |  |  |  |  |  | Oldřich Český |
|              |                           |  |                 |                      |  |  |  |  |  |  |  |               |
|              | Břetislav I. Český        |  |                 |                      |  |  |  |  |  |  |  |               |
|              |                           |  |                 |                      |  |  |  |  |  |  |  |               |
|              |                           |  |                 | kněžna Božena        |  |  |  |  |  |  |  |               |
|              |                           |  |                 |                      |  |  |  |  |  |  |  |               |
|              | Vratislav II. Český       |  |                 |                      |  |  |  |  |  |  |  |               |
|              |                           |  |                 |                      |  |  |  |  |  |  |  |               |
|              |                           |  |                 | Jindřich Nordgavský  |  |  |  |  |  |  |  |               |
|              |                           |  |                 |                      |  |  |  |  |  |  |  |               |
|              | Jitka ze Schweinfurtu     |  |                 |                      |  |  |  |  |  |  |  |               |
|              |                           |  |                 |                      |  |  |  |  |  |  |  |               |
|              |                           |  |                 | Gerberga z Gleibergu |  |  |  |  |  |  |  |               |
|              |                           |  |                 |                      |  |  |  |  |  |  |  |               |
|              | Soběslav I.               |  |                 |                      |  |  |  |  |  |  |  |               |
|              |                           |  |                 |                      |  |  |  |  |  |  |  |               |
|              |                           |  |                 | Měšek II. Lambert    |  |  |  |  |  |  |  |               |
|              |                           |  |                 |                      |  |  |  |  |  |  |  |               |
|              | Kazimír I. Obnovitel      |  |                 |                      |  |  |  |  |  |  |  |               |
|              |                           |  |                 |                      |  |  |  |  |  |  |  |               |
|              |                           |  |                 | Richenza Lotrinská   |  |  |  |  |  |  |  |               |
|              |                           |  |                 |                      |  |  |  |  |  |  |  |               |
|              | Svatava Polská            |  |                 |                      |  |  |  |  |  |  |  |               |
|              |                           |  |                 |                      |  |  |  |  |  |  |  |               |
|              |                           |  |                 | Vladimír I. Kyjevský |  |  |  |  |  |  |  |               |
|              |                           |  |                 |                      |  |  |  |  |  |  |  |               |
|              | Dobroněga Kyjevská        |  |                 |                      |  |  |  |  |  |  |  |               |
|              |                           |  |                 |                      |  |  |  |  |  |  |  |               |
|              |                           |  |                 | Anna Porfyrogennéta  |  |  |  |  |  |  |  |               |
|              |                           |  |                 |                      |  |  |  |  |  |  |  |               |
| Soběslav II. |                           |  |                 |                      |  |  |  |  |  |  |  |               |
|              |                           |  |                 |                      |  |  |  |  |  |  |  |               |
|              |                           |  | Béla I. Uherský |                      |  |  |  |  |  |  |  |               |
|              |                           |  |                 |                      |  |  |  |  |  |  |  |               |
|              | Gejza I. Uherský          |  |                 |                      |  |  |  |  |  |  |  |               |
|              |                           |  |                 |                      |  |  |  |  |  |  |  |               |
|              |                           |  |                 | Ryksa Polská         |  |  |  |  |  |  |  |               |
|              |                           |  |                 |                      |  |  |  |  |  |  |  |               |
|              | Almoš Arpádovec           |  |                 |                      |  |  |  |  |  |  |  |               |
|              |                           |  |                 |                      |  |  |  |  |  |  |  |               |
|              |                           |  |                 | Theodoulos Synadenos |  |  |  |  |  |  |  |               |
|              |                           |  |                 |                      |  |  |  |  |  |  |  |               |
|              | Synadene Byzantská        |  |                 |                      |  |  |  |  |  |  |  |               |
|              |                           |  |                 |                      |  |  |  |  |  |  |  |               |
|              |                           |  |                 |                      |  |  |  |  |  |  |  |               |
|              |                           |  |                 |                      |  |  |  |  |  |  |  |               |
|              | Adléta Arpádovna          |  |                 |                      |  |  |  |  |  |  |  |               |
|              |                           |  |                 |                      |  |  |  |  |  |  |  |               |
|              |                           |  |                 | Izjaslav I. Kyjevský |  |  |  |  |  |  |  |               |
|              |                           |  |                 |                      |  |  |  |  |  |  |  |               |
|              | Svjatopolk II. Izjaslavič |  |                 |                      |  |  |  |  |  |  |  |               |
|              |                           |  |                 |                      |  |  |  |  |  |  |  |               |
|              |                           |  |                 | Gertruda Polská      |  |  |  |  |  |  |  |               |
|              |                           |  |                 |                      |  |  |  |  |  |  |  |               |
|              | Předslava Kyjevská        |  |                 |                      |  |  |  |  |  |  |  |               |
|              |                           |  |                 |                      |  |  |  |  |  |  |  |               |
|              |                           |  |                 |                      |  |  |  |  |  |  |  |               |
|              |                           |  |                 |                      |  |  |  |  |  |  |  |               |
|              | NN                        |  |                 |                      |  |  |  |  |  |  |  |               |
|              |                           |  |                 |                      |  |  |  |  |  |  |  |               |
|              |                           |  |                 |                      |  |  |  |  |  |  |  |               |
|              |                           |  |                 |                      |  |  |  |  |  |  |  |               |